# دیتمار بروک
دیتمار بروک (انگلیسی: Dietmar Bruck؛ زادهٔ ۱۹ آوریل ۱۹۴۴) بازیکن فوتبال اهل بریتانیا است.
از باشگاه‌هایی که در آن بازی کرده‌است می‌توان به باشگاه فوتبال چارلتون اتلتیک، باشگاه فوتبال نورث‌همپتون تاون، باشگاه فوتبال کاونتری سیتی، باشگاه فوتبال ویموث، و باشگاه فوتبال نانیتون تاون اشاره کرد.